# Фёдоров, Геннадий Александрович
Геннадий Александрович Фёдоров (Педь Гень, 5 (18) августа 1909—1991) — коми писатель, редактор.

## Биография
Родился в 1909 году в селе Троицко-Печорск (ныне Республика Коми) в семье сельского учителя. В 1930 году окончил Сыктывкарский педагогический техникум, а в 1940 году Литературный институт имени М. Горького в Москве (заочно). Работал в детских домах, редактором в Коми книжном издательстве. Участвовал в Великой Отечественной войне. В годы войны лейтенант Фёдоров был командиром транспортного, а затем стрелкового взводов на Волховском и Белорусском фронтах. Был тяжело ранен при прорыве обороны противника в Польше.
В 1947—1958 и 1964—1971 гг. возглавлял Коми республиканскую организацию писателей.

## Литературная деятельность
Первые произведения Г. А. Фёдорова были опубликованы в 1928 году. Его перу принадлежит одна из первых в коми литературе повестей: «Деревенское утро» («Сикста асыв») о коллективизации (1932). Далее были «Вöрса драма» – Лесная драма (1936), «Колхозницаяс» (1936), «Трактористка Вася» (1938). Личное участие в войне дало писателю материал, который лёг в основу повести «Война лунъясö» – В дни войны (1962). В этой повести и пьесе «В предгорьях Тимана» (1949) нашла отражение и тема промышленного освоения природных ресурсов края, которое особенно развернулось в годы войны. В 1951 году в Москве была напечатана его пьеса в 1 акте «Лес звенит».
В начале 1960-х годах вышел его первый роман «Кыа петiгöн» – Когда наступает рассвет (1962), в котором он обратился к социально-политическим событиям революционной эпохи. Главным для него как в этом, так и в следующем романе-дилогии «Востым» – Зарница (1982), «Чужан мусянь ылын» – Вдали от родины (1989) и повести «Эзысь сюра кöр» – Олень с серебряными рогами (1991) – стало раскрытие исторического смысла эпохи через судьбу реальной личности – героини гражданской войны Домны Каликовой и поэта, основоположника коми литературы Ивана Алексеевича Куратова, внучатым племянником которого он был. Издание книги на русском языке под общим названием «Песня моя, песня…», куда вошли романы «Зарница» и «Вдали от родины» было реализовано в преддверии 170-летнего юбилея И. А. Куратова и 100-летнего юбилея Г. А. Фёдорова.
Он перевёл на коми язык произведения пятнадцати авторов. В их числе: «Герой нашего времени» Лермонтова, «Кавказский пленник» Толстого, «Сова» Шевченко, рассказы Франко и т. д. Творчество Г. А. Фёдорова было отмечено почетными званиями: Заслуженный работник культуры РСФСР (1969), Лауреат Государственной премии имени И. А. Куратова (1968), Народный писатель Коми АССР (1984).